# Корнвил ла Фуктјер
Корнвил ла Фуктјер (фр. Corneville-la-Fouquetière) насеље је и општина у северној Француској у региону Горња Нормандија, у департману Ер која припада префектури Берне.
По подацима из 2011. године у општини је живело 108 становника, а густина насељености је износила 27,07 становника/km². Општина се простире на површини од 3,99 km². Налази се на средњој надморској висини од 131 метар (максималној 163 m, а минималној 114 m).

## Демографија
| 1962. | 1968. | 1975. | 1982. | 1990. | 1999. | 2011. |
| ----- | ----- | ----- | ----- | ----- | ----- | ----- |
| 37    | 71    | 55    | 62    | 76    | 83    | 108   |

График промене броја становника у току последњих година